# Emmaüs Solidarité
Pour les articles homonymes, voir Emmaüs.
Cet article concerne l'association parisienne. Pour l'ensemble du mouvement, voir Mouvement Emmaüs.
Emmaüs Solidarité (anciennement dénommée Association Emmaüs) est une association laïque et reconnue d’intérêt général créée par l'abbé Pierre le 17 mars 1954. Membre d'Emmaüs France et d'Emmaüs International, elle est une des plus anciennes et des plus importantes structures du Mouvement Emmaüs.

## Présentation
Depuis près de 70 ans, Emmaüs Solidarité lutte sans condition contre l’exclusion des personnes et des familles à la rue. Son champ d’intervention principal est centré sur les personnes et les familles qui vivent à la rue.
Emmaüs Solidarité intervient dans le domaine de l’hébergement, de l’accompagnement social et du logement d’insertion. L’accueil y est « inconditionnel » (c'est-à-dire qu'il n'est soumis à aucune condition de légalité de résidence, d'âge, de sexe, etc.) Chaque jour, l’association accueille, héberge et accompagne vers l’insertion plus de 7 000 personnes et familles en grande difficulté sociale, dans plus de 130 structures, principalement à Paris ou dans le reste de l'Île-de-France, ainsi que trois dans la région Centre-Val de Loire.

## Histoire
Après la création des premières communautés Emmaüs à partir de 1949, l'Association Emmaüs est créée le 17 mars 1954 au 32 rue des Bourdonnais à Paris (où elle siège toujours). 
Après l'appel radiophonique de l'abbé Pierre en hiver 1954, le grand public découvre Emmaüs et de nombreux dons affluent. Cet argent permettra entre autres à l'Association Emmaüs d'acquérir l'immeuble du 32 rue des Bourdonnais. 
Progressivement, les différents types d'actions menées par l'association s'organisent en différentes filiales. À partir de 1958, l'organisation de l'association est décentralisée de manière significative, et les liens entre les différentes branches se distendent. En 1961, l'association n'est plus qu'une branche du mouvement et ne chapeaute plus l'action de l'ensemble des groupes du mouvement.
Cette mission de regroupement de l'ensemble est assurée à partir de 1971 par Emmaüs International, et l'Association Emmaüs se vide alors progressivement de son activité. 
L'association connait un regain d'activité au cours des années 1980, où apparaissent les « nouveaux pauvres ». Sa mission devient alors de gérer les accueils et hébergement d'urgence. 
En 1985, Emmaüs France est créée, fédérant tous les groupes français. L'Association Emmaüs en est membre dès sa création. 
Depuis 2003, Emmaüs France est divisée en trois branches pour trois secteurs d'activités. L'Association Emmaüs fait partie de la branche 2, appelée « Action Sociale et Logement ».
Le 22 janvier 2008  , à l'occasion de la commémoration du premier anniversaire de la mort de l'abbé Pierre, une plaque commémorative est apposée à l'immeuble du « 32 », siège de l'Association Emmaüs et cœur historique du Mouvement Emmaüs, par un sans-abri et un Compagnon d'Emmaüs, en présence de Bertrand Delanoë, maire de Paris.
En s’appuyant sur 768 salariés et 1039 bénévoles, l’association gère aujourd’hui  60 centres d'hébergement ou de logement adaptés, 3 maraudes d'intervention sociale, 10 espaces d'accueils de jour, ainsi que des services transversaux (emploi, logement, culture et citoyenneté, santé, sport…).
En juin 2011, à la demande d'Emmaüs France et pour éviter la confusion avec les autres structures du Mouvement Emmaüs, l'Association Emmaüs change de nom pour devenir Emmaüs Solidarité.

## Activités
Emmaüs Solidarité propose plusieurs formes de soutien aux personnes sans-abri :
- Les maraudes à la rencontre des sans-abri. Des équipes de maraudeurs sillonnent à pied quotidiennement les rues des villes de France, pour aller à la rencontre des personnes qui ne se rendent pas dans les structures d’accueil. L’objectif est avant tout de lutter contre l’isolement. Les maraudeurs vont au contact des personnes qui vivent à la rue pour créer un lien social par des rencontres quotidiennes basées sur l’écoute et le dialogue. Ils informent et sensibilisent sur les possibilités d’accueil et proposent un accompagnement social.

- Les centres d’accueil de jour : leur mission est d’accueillir, d’écouter, de réconforter, d’orienter et de proposer des services pratiques. Dans ces structures, l’accueil et la réponse aux besoins élémentaires sont des opportunités pour repérer et orienter les personnes accueillies vers les structures les plus adaptées.

- Les centres d’hébergement sont des lieux où les personnes sans domicile sont accueillies pour séjourner jusqu’à ce qu’une solution d’orientation stable leur soit proposée (obligation fixée par la loi du 5 mars 2007). Les quelque 30 centres (centres d'hébergement d'urgence précaires, centres d’hébergement d’urgence et de stabilisation, centres d’hébergement et de réinsertion sociale) offrent une solution d’hébergement qui peut être en chambre individuelle, semi-collective ou dans des chambres d’hôtels. Selon le type de centre, les personnes contribuent financièrement en fonction de leurs ressources.

- Les « hôtels et maisons adaptées » sont destinés à des personnes autonomes mais qui, soit n’ont pas la possibilité immédiate d’accéder à un logement de droit commun, soit rencontrent des difficultés à vivre seules dans un logement individuel.

- Les pensions de famille sont des petites structures de logement adapté, sans limitation de durée. Elles permettent aux personnes ne pouvant pas vivre seules d’y trouver des espaces collectifs et des temps d’animation.

- Les résidences sociales sont des logements transitoires avec une durée de séjour limitée à 2 ans.

- Les hôtels sociaux offrent des chambres d’hôtels pour une durée de 6 mois renouvelable. Un permanent de l’association assure le lien entre les résidents et un accompagnement social lié au logement.

- Les appartements d’insertion sont des logements où les résidents ont un statut de locataires, mais sont néanmoins invités à s’insérer dans du logement traditionnel.

Emmaüs Solidarité mène aussi plusieurs actions transversales :
- La « mission Logement » organise des ateliers logement dans les centres, accompagne les dossiers de demande de logement, prospecte des appartements auprès de bailleurs publics ou privés et fait de l’accompagnement social lié au logement.

- La « mission Emploi » recherche des partenariats avec les services de l’emploi, les associations et les entreprises pour pouvoir proposer des solutions emploi ou formation.

- La mission « Culture et citoyenneté » a pour but de remobiliser les personnes en situation d’exclusion grâce à des projets culturels.

- La « mission Santé » mène à la fois des actions d’orientation vers les services de santé publique, des actions de prévention et de sensibilisation à la santé communautaire, et réalise des vaccinations et des permanences médicales dans les centres.

- Le « service Solidarité Active et Insertion - RSA » réalise l’accompagnement et la gestion de dossiers des personnes sans domicile fixe.

- L’« atelier Formation de Base » aide les publics en difficulté avec la langue française dans leur parcours d’insertion professionnelle et/ou sociale en organisant des cours d’alphabétisation et des formations.

- La « communauté de services » (désormais autonomisée sous le nom de Communauté Emmaüs de Paris est composée de 109 compagnes et compagnons qui ont choisi de devenir travailleur solidaire au sein d’un collectif de personnes ayant vécu des situations d’exclusion.

D’autres activités sont également proposées, comme les permanences juridiques (qui visent à favoriser la connaissance et le recouvrement des droits des personnes), les domiciliations administratives (qui permettent aux personnes sans domicile de disposer d’une adresse administrative), les cyber-espaces (qui permettent l’utilisation ou l’apprentissage de l’outil informatique), les jardins d’insertion (qui proposent une réinsertion dans la société par le travail de la terre) ou encore l’atelier Créartis (qui favorise les échanges entre des personnes de milieux différents par l’expression artistique).

## Acteurs

Ancien logo

Emmaüs Solidarité regroupe différents types d'acteurs :
- les personnes accueillies ;

- 950 salariés en 2023 ;

- 7 compagnons (ils sont chargés du premier accueil dans les centres d’hébergement où ils assurent la logistique et les services essentiels. Le statut de « compagnon » est propre au mouvement Emmaüs) ;

- 600 bénévoles, chargés de tâches diverses ;

- 400 adhérents (ils déterminent la politique de l’association et élisent parmi eux les membres du conseil d’administration et les dirigeants de l’association) ;

- les donateurs.

## Divers
Emmaüs Solidarité fait partie du « Collectif des Associations Unies pour une nouvelle politique publique du logement des personnes sans abri ou mal logées ». Pour dénoncer les situations de mal-logement et d’hébergement précaire, ce Collectif organise régulièrement des prises de paroles et des événements publics (Nuit solidaire pour le logement, etc.).